# Keurumbok (Delima)
Keurumbok is een bestuurslaag in het regentschap Pidie van de provincie Atjeh, Indonesië. Keurumbok telt 592 inwoners (volkstelling 2010).